# Robert de Vere, 9.º Conde de Oxford
Robert de Vere, 9.º Conde de Oxford KG (16 de janeiro de 1362 - 22 de novembro de 1392), foi um favorito e companheiro de corte do Rei Ricardo II da Inglaterra. Ele foi o 9.º conde de Oxford, o 1.º duque da Irlanda e o único marquês de Dublin. Ele também foi a primeira pessoa a ser criada Marquês na Inglaterra.

## Vida pregressa
Robert de Vere era o único filho de Thomas de Vere, 8.º Conde de Oxford e Maud de Ufford.  Ele sucedeu seu pai como conde em 1371 e foi criado Marquês de Dublin em 1385. No ano seguinte, ele foi nomeado Duque da Irlanda. Ele foi, portanto, o primeiro marquês, e apenas o segundo duque não principesco (depois de Henrique de Grosmont, 1.º Duque de Lencastre em 1337), na Inglaterra. A estreita amizade do rei Ricardo com de Vere era desagradável para o establishment político. Este descontentamento foi exacerbado pela elevação do conde ao novo título de Duque da Irlanda em 1386.  Seu relacionamento com o rei Ricardo era muito próximo e Thomas Walsingham dizia que ele era homossexual. 
Roberto, Duque da Irlanda, era casado com Filipa de Coucy, prima em primeiro grau do rei (sua mãe, Isabel, era irmã do pai do rei, Eduardo, o Príncipe Negro, e filha mais velha de Eduardo III ). Roberto teve um caso com Agnes de Launcekrona, uma dama de companhia da rainha de Ricardo, Ana da Boêmia. Em 1387, o casal se separou e acabou se divorciando; Robert tomou Launcekrona como sua segunda esposa.

## Queda
Como Robert era extremamente impopular entre os outros nobres e magnatas, seu relacionamento próximo com o Rei Ricardo foi um dos catalisadores para o surgimento de uma oposição organizada ao governo de Ricardo na forma dos Lordes Apelantes.
Em 1387, Robert liderou as forças de Richard para a derrota na Batalha de Radcot Bridge, nos arredores de Oxford, contra as forças dos Lordes Apelantes. Ele fugiu do campo e suas forças ficaram sem liderança e obrigadas a uma rendição ignominiosa. Ele viajou para o exterior para o exílio depois de Radcot Bridge.
Ele foi capturado e condenado à morte à revelia pelo Parlamento Implacável de 1388, o que também o fez perder seus títulos e terras. Pessoas associadas a ele também foram afetadas, pois o parlamento demitiu sua administração irlandesa, composta por John Stanley, seu vice, que estava servindo como Lorde Tenente da Irlanda, James Butler, 3.º Conde de Ormond, o governador, o Bispo Alexander de Balscot de Meath, Lorde Chanceler da Irlanda, e Sir Robert Crull, Lorde Alto Tesoureiro da Irlanda. 

## Morte
Robert morreu em Lovaina ou nas proximidades em 1392 devido a ferimentos sofridos durante uma caça ao javali. Três anos depois, no aniversário de sua morte, 22 de novembro de 1395, Ricardo II mandou trazer seu corpo embalsamado de volta à Inglaterra para sepultamento. Foi registrado pelo cronista Thomas Walsingham que muitos magnatas não compareceram à cerimônia de novo sepultamento porque "ainda não haviam digerido seu ódio" por ele. O rei mandou abrir o caixão para beijar a mão do amigo perdido e contemplar seu rosto uma última vez. 

## Sucessão
Após a morte de Robert, seu tio, Sir Aubrey de Vere, foi restaurado aos títulos e propriedades da família, tornando-se o 10.º Conde de Oxford. O Marquesado de Dublin foi extinto.